# Juan de Dios Castillo
Juan de Dios Castillo González (Ciudad de México, 31 de enero de 1951 - Monterrey, 1 de mayo de 2014) fue un jugador y director técnico mexicano de fútbol. El último equipo que entrenó fue el Club Deportivo Motagua de Honduras, hasta mayo de 2013.
En su juventud se desempeñó como jugador en la posición de centro delantero, con buena técnica individual, un buen disparo pero con un remate de cabeza muy efectivo, pero lejos de la fama de la prensa deportiva y catalogado de bajo perfil. Quizá por esto estuvo jugando en varios equipos de la Primera División de México: Toluca equipo en donde surgió, Pachuca, Monterrey, Toros del Atlético Español, Santos Laguna, La Jaiba Brava de Tampico-Madero, Tuneros de San Luis y Unión de Curtidores.
Era apodado El Cuate.

## Entrenador
Como entrenador, dirigió a diversos clubes en México tanto en la Primera como en la División de Ascenso y en la Segunda División así como equipo de Honduras, aunque también estuvo a cargo de selecciones nacionales. El quinto puesto en la Copa Mundial de Fútbol Juvenil de 1993 mientras tenía a su cargo la selección sub-20 de su país y el primer lugar en la Copa Centroamericana 2011, con la selección hondureña, destacan entre sus mayores logros.
En Honduras obtuvo títulos con Real Club Deportivo España (Apertura 2003) y CD Olimpia (Clausura 2008). También dirigió a CD Marathón (2005-06) y CD Motagua (2009 y 2013).

## Trayectoria

### Selección de Honduras
El 18 de agosto de 2010 Juan de Dios Castillo fue nombrado seleccionador hondureño de manera interina sustituyendo al colombiano Reynaldo Rueda.
Inició su etapa de seleccionador el 4 de septiembre de 2010 ante El Salvador en Los Ángeles con empate 2-2, adjudicándose la «Copa Independencia» en los penaltis (4-3). Tres días más tarde, perdió ante Canadá en Montreal, partido recordado porque el árbitro suspendió el encuentro al minuto 83, con victoria parcial de los canadienses, por una fuerte tormenta. En octubre consiguió un meritorio empate 1-1 ante Nueva Zelanda, única selección invicta del Mundial de Sudáfrica. Luego obtuvo una victoria ante Guatemala (2-0) en amistoso en Los Ángeles. En los meses de noviembre y diciembre se enfrentó dos veces contra Panamá con victoria panameña (2-0), el 17 de noviembre, en la ciudad de Panamá y victoria hondureña (2-1), el 18 de diciembre, en San Pedro Sula.
En enero de 2011 tuvo lugar la Copa Centroamericana 2011 en el Estadio Rommel Fernández de la ciudad de Panamá. Tras un empate inicial 1-1 ante Costa Rica, los dirigidos por Juan de Dios Castillo vencieron contundentemente 3-1 a Guatemala, calificándose a semifinales del torneo como primeros de grupo. Ya en esa instancia, derrotaron a El Salvador (2-0) clasificándose a la final. El 23 de enero de 2011 fue el día de la consagración de Juan de Dios Castillo como técnico nacional de Honduras al derrotar a la Costa Rica de Ricardo Lavolpe 2-1 en la final, poniendo fin a 16 años de sequía hondureña en ese torneo. Incomprensiblemente, la Federación hondureña de fútbol no le renovó la confianza, a pesar de la conquista lograda y de un decoroso balance (10 partidos, 5 victorias, 3 empates, 2 derrotas) que arroja un 60% de efectividad. El cuate Castillo dejó la selección catracha el 31 de enero de 2011, siendo sustituido en marzo por el colombiano Luis Fernando Suárez.

### Selección de El Salvador
El 14 de julio de 2012 la Comisión de Selecciones Nacionales de la Federación Salvadoreña de Fútbol (FESFUT), hizo público que Juan de Dios Castillo había sido seleccionado como el nuevo director técnico de la selección de El Salvador en sustitución del uruguayo Rubén Israel, justo cuando se desarrollaba la clasificación de Concacaf para la Copa Mundial de Fútbol de 2014 en la que los centroamericanos habían participado en dos juegos de la tercera ronda.
Juan de Dios Castillo superó en la elección a otros entrenadores interesados en el puesto entre ellos los costarricenses Rodrigo Kenton y Hernán Medford y el peruano Alberto Agustín Castillo.
Inició su etapa de entrenador el 27 de julio del 2012 con una digna derrota ante el AS Roma de Italia (1-2) en Nueva Jersey donde El Salvador le jugó de tú a tú a los italianos. En agosto, consiguió una importante victoria ante Guatemala (1-0) rompiendo así diez años de paternidad guatemalteca sobre sus vecinos salvadoreños. Terminó el microciclo de agosto con una derrota ante Jamaica (0-2). Su primer partido de eliminatorias se produjo el 7 de septiembre del 2012 ante Guyana en el Estadio Cuscatlán de San Salvador. La presunta superioridad de El Salvador hacía presagiar una amplia victoria cuscatleca. Sin embargo el empate cosechado (2-2) desató la ira de los aficionados y la prensa, muy crítica de la lectura del partido hecha por Juan de Dios Castillo. Cuatro días más tarde, el agónico triunfo (3-2) obtenido en Georgetown ante ese mismo rival - con un recordado penalti atajado por Dagoberto Portillo al último minuto del encuentro - fue un balón de oxígeno para Juan de Dios Castillo quien obtuvo de la FESFUT suspender la fecha de liga prevista para el 29 y 30 de septiembre, permitiendo así que su equipo tuviera todo el tiempo disponible para preparar el crucial partido del 12 de octubre ante Costa Rica en el Cuscatlán. Lamentablemente la derrota (0-1) ante los ticos sepultó definitivamente las esperanzas de clasificación al hexagonal final. Muchos cuestionaron todo el tiempo de preparación que se tuvo para tan magro resultado a lo que el cuate se defendió en conferencia de prensa expresando su incomprensión porque «No se jugó como se había practicado. No se hizo nada de lo que trabajamos y cuando se hace eso, no se logra el objetivo». Su último partido en Torreón ante la selección azteca, acaso el mejor del proceso aunque concluyó con una derrota (0-2), fue meramente anecdótico.
Abandonado por los dirigentes, jugadores, prensa y afición, el cuate Castillo fue cesado por la FESFUT en noviembre del 2012 y sustituido el 17 de diciembre por su homónimo, el peruano Alberto chochera Castillo. Las circunstancias de su destitución obligaron a Juan de Dios Castillo a presentar una demanda ante la FIFA por incumplimiento de contrato.
También se había pronunciado acerca del escándalo de los amaños que sacudió El Salvador a finales del 2013, revelando que le pidieron no convocar al defensa Mardoqueo Henríquez cuyo nombre sonó fuerte en dicho escándalo. Sus últimas críticas apuntaron a diversos sectores del fútbol salvadoreño, desde los presidentes de los clubes, los directivos de la Fesfut y también a algunos jugadores.

## Fallecimiento
Juan de Dios Castillo falleció el 1° de mayo del 2014, a los 63 años de edad, luchando contra un cáncer de piel que lo aquejaba en los últimos meses. Según su hijo, «sus últimos momentos fueron tranquilos, nunca perdió el buen humor, no se dejó amedrentar por su enfermedad». Castillo luchaba contra esta enfermedad desde hace ya tres años. Estuvo internado de gravedad a principios del mes de abril y aunque la recuperación iba muy lenta se esperaba que pudiera mantenerse más tiempo con vida.